# Ivan Lorković
Ivan Lorković, hrvatski političar (Zagreb, 17. lipnja 1876. – Zagreb, 24. veljače 1926.).

## Životopis
Ivan Lorković rodio se u Zagrebu 1876. godine, u obitelji ekonomista i političara Blaža Lorkovića i Marije r. Barbot. Pohađao je Klasičnu gimnaziju u Zagrebu te ju je završio 1894. godine. Kao student prava u Zagrebu pristupio je liberalnoj omladini (Naprednjaci). Utemeljitelj je Hrvatske napredne stranke i višestruki urednik njezina glasila Pokreta. Napredna stranka pristupa 1905. u Hrvatsko-srpsku koaliciju.
Od 1906. godine bio je zastupnik u Hrvatskom saboru. Nakon Supilova povlačenja iz Hrvatsko-srpske koalicije preuzeo je vodstvo njezina hrvatskog dijela (srpski je vodio Svetozar Pribićević), a 1910. godine sjedinio je svoju stranku s Hrvatskom strankom prava u Hrvatsku samostalnu stranku. Ne slažući se s unitarističkom koncepcijom Svetozara Pribićevića, 1918. godine istupio je iz Hrvatsko-srpske koalicije. U Kraljevstvu SHS s Matkom Laginjom i Matom Drinkovićem utemeljio je Hrvatsku zajednicu unutar koje zalažese za federalistički koncept. Nakon što je donesen Vidovdanski ustav, 1921. godine udružio je svoju stranku s Hrvatskom republikanskom seljačkom strankom i Hrvatskom strankom prava u Hrvatski blok i prihvatio Radićev republikanski program, no potkraj 1924. godine razišao se s Radićem. 1926. godine s Antom Trumbićem utemeljio je Hrvatsku federalističku seljačku stranku.
Umro je u Zagrebu, 24. veljače, 1926. godine.